# لابسکا ستران
لابسکا ستران (به چکی: Labská Stráň) یک منطقهٔ مسکونی در جمهوری چک است که در ناحیه دیتشین واقع شده‌است. لابسکا ستران ۲٫۸۸ کیلومتر مربع مساحت و ۲۲۰ نفر جمعیت دارد.